# Южное Лабуханбату
Южное Лабуханбату (индон. Labuhanbatu Selatan) — округ в провинции Северная Суматра. Административный центр — город Кота-Пинанг.

## История
Округ был выделен в 2008 году из округа Лабуханбату.

## Население
Согласно оценке 2008 года, на территории округа проживало 250 173 человек.

## Административное деление
Округ делится на следующие районы:
- Кота-Пинанг
- Кампунг-Ракьят
- Силангкитанг
- Сей-Канан
- Торгамба